# T-810
T-810 – radziecki, a następnie egipski trałowiec z okresu zimnej wojny, jeden z ośmiu pozyskanych przez Egipt trałowców proj. 254. Okręt został zwodowany 6 września 1954 roku w stoczni numer 532 w Kerczu, a do służby w Marynarce Wojennej ZSRR przyjęto go 31 października tego roku. W 1967 roku jednostka została zakupiona przez Egipt i weszła w skład Marynarki Wojennej pod nazwą „Gharbijja” 17 sierpnia tego roku. Okręt, oznaczony w ciągu wieloletniej służby numerami 306, 656, 533 i 501, został skreślony z listy floty w 2002 roku.

## Projekt i budowa
Prace nad pełnomorskim trałowcem bazowym rozpoczęły się w ZSRR w 1943 roku, na bazie doświadczeń z budowy i eksploatacji trałowców projektu 58 i projektu 263. Początkowo projektem zajmowało się biuro konstrukcyjne CKB-370, następnie CKB-17, a ostateczną koncepcję jednostki opracowało CKB-363 w 1946 roku. Nowe okręty miały być zdolne do określania granic pól minowych i ich likwidacji, prowadzenia trałowań kontrolnych i rozpoznawczych, torowania przejść w polach minowych, eskortowania za trałami innych jednostek i stawiania min. Dodatkowym wymaganiem była zdolność do wykrywania i niszczenia okrętów podwodnych. W 1947 roku rozpoczęto produkcję seryjną jednostek proj. 254, budując łącznie ok. 180 okrętów w wersjach 254, 254K, 254M i 254A.
T-810 zbudowany został w stoczni numer 532 w Kerczu (numer stoczniowy 13). Stępkę okrętu położono 17 maja, został zwodowany 6 września, a do służby w Marynarce Wojennej ZSRR wszedł 31 października 1954 roku.

## Dane taktyczno-techniczne
Okręt był dużym, pełnomorskim trałowcem. Długość całkowita wynosiła 58 metrów (54 metry na konstrukcyjnej linii wodnej), szerokość 8,5 metra i zanurzenie 2,3 metra. Wykonany ze stali, całkowicie spawany kadłub jednostki podzielony był na jedenaście przedziałów wodoszczelnych (od dziobu): I – forpik i magazyn, II – komora łańcuchowa i magazyn żywności, III – pomieszczenia mieszkalne i służbowe oraz magazyny, IV – zbiorniki i pomieszczenia załogi, V – komora amunicyjna, VI – mechanizmy pomocnicze, VII – maszynownia, VIII – magazyny i komora amunicyjna, IX – wały napędowe i pomieszczenia załogi, X – magazyn trałowy i XI – maszyna sterowa i magazyny: chemiczny i mundurowy. W przebiegającym niemal na całej długości kadłuba dnie podwójnym mieściły się zbiorniki paliwa, wody i zęzy. Pod podwyższonym pokładem dziobowym znajdowały się kolejno: magazyn farb, urządzenie kotwiczne, jadalnia oficerska, kabiny oficerów i pomieszczenia podoficerskie. W dalszej części nadbudówki znajdowały się pomieszczenia mechanizmów radiotechnicznych, kambuz, przewody kominowe, pomocniczy generator prądotwórczy oraz bęben kabloliny trału elektromagnetycznego. Dwuipółkondygnacyjna nadbudówka dziobowa mieściła pomieszczenie dowódcy, kabinę szyfrów, kabiny radio, pomieszczenie operatorskie urządzeń radiotechnicznych, sterówkę, kabinę nawigacyjną ze stanowiskiem operatora sonaru oraz, na szczycie, zadaszone stanowisko dowodzenia i wysoki, trójpodporowy maszt z antenami radarów i reflektorem. Wyporność standardowa wynosiła 500 ton, a pełna 597 ton. Okręt napędzany był przez dwa nawrotne, turbodoładowane czterosuwowe silniki wysokoprężne 9D o łącznej mocy 2200 KM, poruszające poprzez wały napędowe dwiema śrubami o stałym skoku. Maksymalna prędkość okrętu wynosiła 14 węzłów (maks. 8,3 węzła podczas trałowania). Zasięg wynosił 2200 Mm przy prędkości 14 węzłów, 3200 Mm przy 10 węzłach i 1500 Mm z trałem przy prędkości 7 węzłów. Energię elektryczną wytwarzały dwa generatory o mocy 100 KM i jeden o mocy 34 KM. Autonomiczność okrętu wynosiła 7 dób.

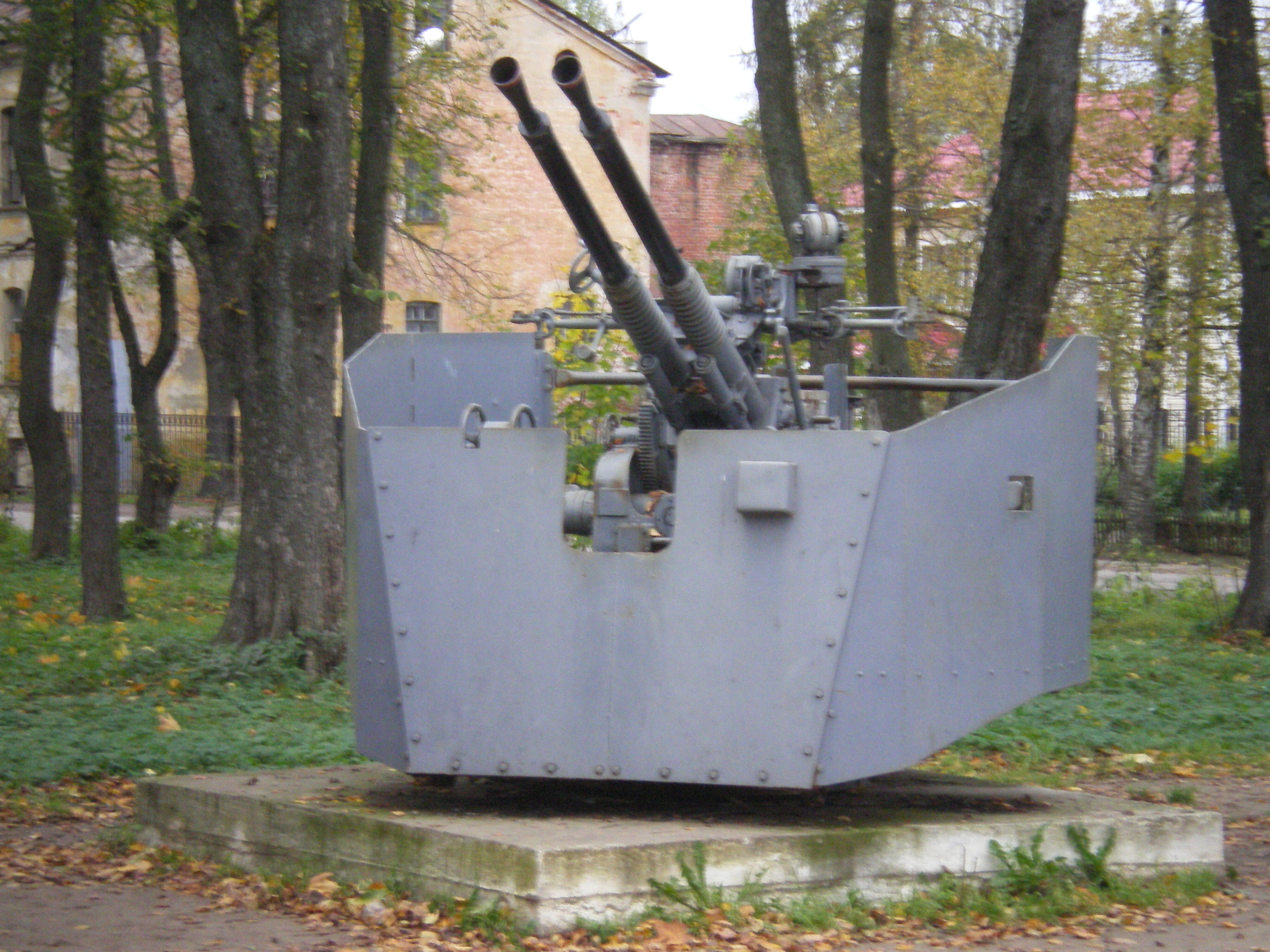
Zestaw artyleryjski W-11M kal. 37 mm.

Uzbrojenie artyleryjskie jednostki stanowiły dwa podwójne zestawy działek przeciwlotniczych W-11M kal. 37 mm L/70, umieszczone na pokładzie dziobowym i łodziowym, z zapasem 1000 sztuk amunicji na lufę. Donośność praktyczna wynosiła 7000 metrów (pozioma), a pułap zwalczania samolotów wynosił około 4000 metrów. Na okręcie umieszczono też cztery podwójne stanowiska wielkokalibrowych karabinów maszynowych DSzK 2M-1 kal. 12,7 mm L/79 (dwa na nadbudówce dziobowej i dwa na pokładzie łodziowym, po obu stronach komina), z zapasem 2000 sztuk amunicji na lufę. Broń ZOP stanowiły dwa miotacze BMB-1 z zapasem 10 bomb głębinowych B-1. Ponadto okręt posiadał dwa tory minowe, na których mógł przenosić 10 min typu KB-3 lub 16 wz. 08/39. Wyposażenie uzupełniały trały: dwa kontaktowe MT-1 lub MT-2, jeden trał elektromagnetyczny TEM-52 i dwa akustyczne BAT-2. Wyposażenie radioelektroniczne obejmowało system rozpoznawczy „swój-obcy” typu Kremnij-2 (składający się z urządzenia nadawczego Fakieł-MZ i odbiorczego Fakieł-MO), radiostację UKF R-609, nadajnik KF R-644, odbiornik KF R-671, odbiornik pełnozakresowy R-675, radionamiernik ARP-50-1,2M, sonar Tamir-11, radar obserwacji ogólnej Lin-M i system radionawigacji Rym-K, składający się ze stacji odbiorczej Nr 4 i urządzenia Koordinator. Jednostka wyposażona była też w wyrzutnie dla 8 świec dymnych MDSz, windę kablową o uciągu 800 kG, dwa żurawiki trałowe o udźwigu 3 tony każdy, 10-wiosłową łódź okrętową i tratwy ratunkowe. 
Załoga okrętu składała się z 77 oficerów, podoficerów i marynarzy.

## Służba
T-810 (19 maja 1966 roku nazwę zmieniono na MT-810) służył we Flocie Czarnomorskiej do 1967 roku, kiedy został zakupiony przez Egipt (wraz z bliźniaczym T-809). Przed transferem okręt poddano modernizacji, wymieniając m.in. agregaty prądotwórcze na silniejsze (o mocy 136 KM). Trałowiec przyjęto w skład Egipskiej Marynarki Wojennej 17 sierpnia 1967 roku. Okręt, nazwany „Gharbijja” (arab. غربية), oznaczony był w ciągu wieloletniej służby numerami 306, 656 (od 1978 roku), 533 (od 1987 roku) i 501 (od 1990 roku). Jednostka została skreślona z listy floty w 2002 roku.